# Otočac
Otočac (udtales [ɔtɔ̌tʃats]) er en by i det bjergrige og tyndt befolkede distrikt, Lika-Senj i Kroatien. Den ligger i den nordvestlige del af Lika-regionen, i Gacka-floddalen. Indbyggertallet i det administrative område af byen Otočac var 9.778 i 2011, med 4.240 i selve Otočac, hvoraf de fleste var kroater (91%). Det var tidligere bispesæde og nuværende katolsk titulærsæde.

## Navn
Byen er kendt som Otocsán på ungarsk, Ottocio på italiensk, og Ottocium på latin. I historiske kilder er navnet blevet gengivet som Ottochaz (tysk og engelsk), Ottocaz (italiensk og tysk) og Ottotschaz, Ottotschan og Ottocsaz (tysk).

## Historie
Otočac blev opkaldt efter det tidlige kroatiske sogn. Teksten til den berømte Baška-tavle (en) fra omkring 1100 siger, at St. Nicholas-kirken i Otočac var en del af ordensfællesskabet med St. Lucy-kirken, Jurandvor på øen Krk . Fra 1300 tilhørte den Frankopan-familiens ejendom. Sigismund Frankopan (1461–1535) grundlagde et bispedømme der. Bebyggelsen med et forsvarstårn, ved et sving i floden Gacka, var beskyttet af et tårnhøjt fort. Efter fortets nedrivning i 1829 var der kun dele bevaret. For at give et mere sikkert forsvar blev der i 1619 bygget en fæstning fra renæssancetiden ("Fortica") med et trekantet layout af cylindriske tårne.
Fra 1746 var Otočac hovedkvarter for et regiment (Ottotschaner Grenz-Infanterie Regiment N°II) af den kroatiske militærgrænse, (kroatiske Vojna Krajina). En række harmoniske, enkle, for det meste to-etagers huse stammer fra denne periode. Indtil 1918 var Otočac en del af det østrigske monarki (en del af Kongeriget Kroatien-Slavonien underordnet Kongeriget Ungarn efter kompromiset i 1867). I slutningen af det 19. århundrede og begyndelsen af det 20. århundrede var Otočac en del af Lika-Krbava-distriktet i Kroatien-Slavonien.
Under 2. verdenskrigs folkedrab på serbere udført af Ustaše var Otočac stedet for nedslagtningen af omkring 331 serbere i slutningen af april 1941. Ofrene blev tvunget til at grave deres egne grave, før de blev hugget ihjel med økser. Blandt ofrene var den lokale ortodokse præst og hans søn. Førstnævnte blev sat til at recitere bønner for de døende, da hans søn blev dræbt. Præsten blev derefter tortureret, hans hår og skæg blev trukket ud, øjnene revet ud, før han blev flået levende.
Under den kroatiske uafhængighedskrig blev byen besat af serbiske styrker, men blev senere befriet af kroaterne. Det blev senere forsvaret af boškarini fra 154. Brigade HV, som i de følgende år besøgte byen. En våbenstilstandsaftale blev underskrevet i januar 1992, men området ved Otočac blev først endelig befriet i 1995. 

## Galleri
- Vagter iført en traditionel Lika-uniform fra militærgrænsen
- Brun bjørn i Kuterevo bjørneasyl
- Mindesmærkefor faldne kroatiske forsvarere i den kroatiske uafhængighedskrig
- Monument for Žikmund (Sigismund) Frankopan, byens leder i det 15. århundrede
- Kong Zvonimir Gade
- Otočac flyveplads
- Hellig trenighedskirken